# نهر أوباك

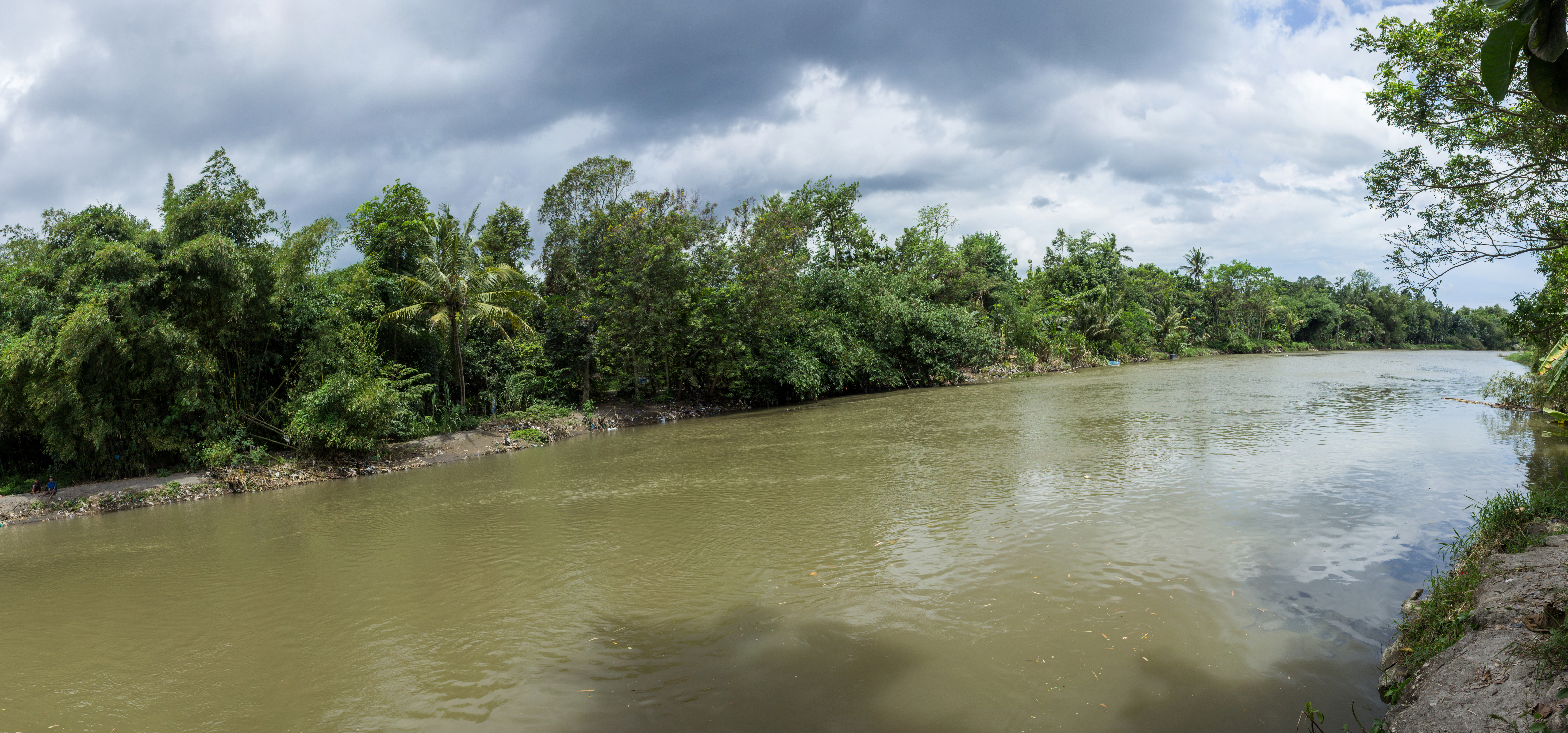
نهر أوباك كما ينظر إليه من جيتيس، بانتول

نهر أوباك (بالإندونيسية: Sungai Opak)‏ هو نهر يتدفق من مصدره على سفوح جبل ميرابي في الشمال، متجهاً نحو الجنوب ويمر بالجانب الغربي من مجمع معبد برامبانان الذي يعود للقرن التاسع، يقع إلى شرق يوغياكارتا وغرب كوتا غيدي.
ويمر أيضًا المواقع التاريخية في بلاريد وقصر كارتا وإيموجيري قبل أن يصب في المحيط الهندي في الجزء الجنوبي من بلدة بانتول.

## روابط خارجية
- http://www.thejakartapost.com/news/2009/02/16/three-die-floods-landslide-yogyakarta.html